# Langues gbe
Pour les articles homonymes, voir Gbe.
Les langues gbe (prononcé /ɡ͡bɛ/) forment un groupe d'une vingtaine de langues apparentées, réparties le long de la côte du golfe du Bénin, entre l'est du Ghana et l'ouest du Nigeria. Elles comprennent cinq familles de dialectes majeurs : éwé, fon, aja, gen, et phla-phera. Les langues gbe étaient traditionnellement placées dans la branche kwa des langues nigéro-congolaises, mais ont été reclassées plus récemment parmi la branche des langues voltaïco-nigériennes.
Le nombre total de locuteurs de langues gbe est entre quatre et huit millions. La langue la plus parlée est l'éwé (3 millions de locuteurs au Ghana et au Togo), suivie par le fon (1,7 million, principalement au Bénin).
Typologiquement, les langues gbe sont tonales et isolantes ; la syntaxe des phrases suit l'ordre sujet-verbe-objet.
La plupart des peuples gbe actuels sont venus de l'Est ; plusieurs migrations ont eu lieu entre le Xe et le XVe siècle. Certains issues du peuple Phla-Phera sont cependant considérés comme les premiers habitants de la région qui, par la suite, se sont mêlés avec les Gbe, les Gen sont probablement d'origine Ga ou Fante. Vers la fin du XVIIIe siècle, beaucoup de locuteurs du gbe ont été réduits en esclavage et transportés vers le Nouveau Monde, ce qui fait que les langues gbe jouent un rôle non négligeable dans la création de plusieurs langues créoles des Antilles.
Vers 1840, des missionnaires allemands commencèrent la recherche linguistique sur les langues gbe. Dans la première moitié du XXe siècle, l'africaniste Diedrich Westermann fut l'un des contributeurs les plus prolifiques à l'étude des langues gbe. Le classement interne d'abord des langues gbe a été publié en 1988 par H.B. Capo, suivi d'une phonologie comparative en 1991.

## Langues
Les langues gbe forment un continuum linguistique.
Capo (1988) les regroupe en 5 groupes majeurs :
- ewe ;
- mina ou gen-gbe ;
- aja-gbe ;
- fon-gbe ou fon;
- langues phla-phera (en) (comportant entre autres ayizo-gbe, kotafon, saxwe, tofin-gbe, etc.)

Kluge (2007) les regroupe en 3 groupes majeurs :
- gbe occidental : ewe, gen, gbe nord-occidental ;
- gbe central : aja ;
- gbe oriental : fon, phla-phera oriental, phla-phera occidental.

## Répartition géographique
La région où on parle les langues gbe est communément appelé Pays-Adja et est bordée respectivement à l'ouest et à l'est par le fleuve Volta au Ghana et de la rivière Weme au Nigeria. La frontière nord est à 6 et 8 degrés de latitude nord et de la frontière sud est la côte Atlantique. La région est peuplée par d'autres peuples de langues Kwa, à l'exception de l'est et le nord-est, où yoruba est parlé. À l'ouest, le ga-dangme, le guang et l'akan sont parlées. Au nord, elle est bordée par l'adele, l'aguna, l'akpafu, le lolobi, et le yoruba.
Les estimations du nombre total de locuteurs de langues gbe varient considérablement. Capo (1988) donne une estimation modeste de quatre millions, tandis que Ethnologue.com, 16 édition, 2009, donne sept millions. Les langues les plus parlées sont l'ewe (au Ghana et au Togo) et le fon (Bénin et au Togo) qui ont respectivement 3 et 1,7 million de locuteurs. L'ewe est une langue de l'enseignement scolaire pour les écoles secondaires et les universités au Ghana, elle (l'ewe) est également utilisée dans l'éducation formelle au Togo.
Au Bénin, l'aja (740 000 locuteurs) et le fon étaient deux des six langues nationales choisies par le gouvernement pour l'éducation des adultes en 1992.

## Histoire
Ketou, un village Yoruba dans l'actuelle République du Bénin (ancien Dahomey), pourrait être un bon point de départ pour un bref historique des peuples de langues gbe. Les traditions ewe se réfèrent à Ketu comme Amedzofe ( « l'origine de l'humanité ») ou Mawufe (« maison de l'Être suprême »). On pense que les habitants de Ketou appartenaient à l'origine au peuple Oyo Yoruba du Nigeria et qu'ils furent dépêchés vers l'ouest par une série de guerres qui se passèrent entre le Xe et le XIIIe siècle. En Ketou, les ancêtres des peuples de langue gbe eux-mêmes se sont séparés des autres réfugiés et ont commencé à établir leur propre identité.
Les attaques yoruba entre le XIIIe et le XVe siècle, ont fait fuir une grande partie du groupe gbe plus loin à l'ouest. Ils se sont installés dans l'ancien royaume de Tado (également Stado ou Stado) sur le fleuve Mono (dans l'actuel Togo). Le royaume de Tado fut un État important dans l'Afrique occidentale jusqu'à la fin du XVe siècle.
Au cours de la XIIIe ou XIVe siècle, le Royaume de Notsie (ou Notsé, Notsye, Wancé) fut créé par des émigrants du Royaume de Tado ; Notsie, qui plus tard (vers 1500) deviendra le foyer d'un autre groupe de migrants de Tado, les Ewes. Vers 1550, les émigrants de Tado établirent le royaume de Allada (ou Alada), qui devint le centre du peuple Fon et Goun. Le Royaume de Tado est aussi l'origine du peuple Aja, et le nom Aja-Tado (Adja-Tado) est fréquemment utilisé pour désigner leur langue.

## Les marchands européens et la traite négrière
On en sait peu de l'histoire des langues gbe au cours de l'époque où seuls les commerçants danois, portugais et néerlandais ont débarqué sur la Côte de l'Or (1500 - 1650). Le commerce de marchandises constitué essentiellement d'or et de biens agricoles n'ont pas exercé une grande influence sur les structures sociales et culturelles de l'époque. Il ne leur était pas nécessaire d'étudier les langues et cultures autochtones : les langues généralement utilisées dans le commerce à cette époque étaient le portugais et le néerlandais.
La situation relativement calme a été profondément modifiée avec la montée de la traite négrière transatlantique, qui a atteint son apogée à la fin du XVIIIe siècle alors que jusqu'à 15 000 esclaves par an ont été exportés hors de la zone au large du Bénin dans le cadre d'un commerce triangulaire entre l'Afrique, l'Amérique (notamment dans les Caraïbes) et l'Europe. Les principaux acteurs dans ce processus sont principalement des Néerlandais (et dans une moindre mesure, les Anglais) ; les esclaves ont été fournis le plus souvent par la coopération des États côtiers africains.